# Radicale (matematica)
In matematica, la radice {\displaystyle n}-esima o radicale {\displaystyle n}-esimo, con  {\displaystyle n\in \mathbb {N} \setminus \{0\}}, di un numero reale {\displaystyle a\geq 0}, scritto come {\displaystyle {\sqrt[{n}]{a}}}, è un numero reale {\displaystyle b\geq 0} tale che {\displaystyle b^{n}=a}. Il numero reale {\displaystyle a} è detto radicando, il numero {\displaystyle n} è detto indice e il numero {\displaystyle b} è detto radice {\displaystyle n}-esima di {\displaystyle a}.
Una radice con indice 2 è indicata con il nome di radice quadrata e una radice con indice 3 con il nome di radice cubica o radice terza, ma esistono radici con qualsiasi indice.

## Le condizioni di esistenza
Le condizioni di esistenza sono quell'insieme dei valori delle variabili contenute nel radicale per i quali esso esiste nel campo dei numeri reali.
La funzione radice {\displaystyle n}-esima è una funzione definita da {\displaystyle \mathbb {R} ^{+}\cup \{0\}\to \mathbb {R} }, perciò {\displaystyle {\sqrt[{n}]{a}}} resta definita {\displaystyle \iff a\geq 0}
Per esempio, i seguenti radicali esprimono numeri reali: 
{\displaystyle {\sqrt {9}}=3;\quad -{\sqrt {25}}=-5;\quad {\sqrt[{3}]{8}}=2;\quad -{\sqrt[{3}]{27}}=-3;\quad {\sqrt {2}}=1,4142\dots \,,\quad -{\sqrt {\pi }}=-1,7724\dots }
Si può ottenere un risultato analogo alla radice ennesima attraverso l'elevamento a potenza con esponente frazionario:
{\displaystyle a^{\frac {1}{n}}=b\Longleftrightarrow \left(a^{\frac {1}{n}}\right)^{n}=b^{n}}
Tuttavia la funzione potenza è definita da {\displaystyle \mathbb {R} \to \mathbb {R} }, perciò essa permette di definire due sottocasi:
- se {\displaystyle a\geq 0\implies a^{\frac {1}{n}}\equiv {\sqrt[{n}]{a}}}
- se {\displaystyle a<0\implies \exists \,a^{\frac {1}{n}}\in \mathbb {R} \iff n} è dispari

Ciò implica che equazioni del tipo {\displaystyle x^{n}+a=0}, con {\displaystyle n} pari e {\displaystyle a>0} non hanno soluzioni reali, esse infatti appartengono all'insieme dei numeri immaginari, sottoinsieme dell'insieme dei numeri complessi, indicato con {\displaystyle \mathbb {C} }, che vengono espressi come somma di un numero reale e un numero immaginario.
Ad esempio, l'equazione {\displaystyle x^{2}+4=0} avrà per soluzioni {\displaystyle 2i} e {\displaystyle -2i}, dove {\displaystyle i} rappresenta l'unità immaginaria.
Quanto visto finora ci permette d'individuare che, ad esempio, la condizione di esistenza del radicale {\displaystyle {\sqrt {x}}} è {\displaystyle C.E.:x\geq 0}, dato che il radicando deve essere sempre positivo.
Ecco altri esempi di condizioni di esistenza:
- {\displaystyle {\sqrt[{2}]{x-1}}} ha come condizioni di esistenza {\displaystyle x\geq 1}: infatti, si deve risolvere la disequazione {\displaystyle x-1\geq 0}, la cui soluzione è proprio {\displaystyle x\geq 1}.
- {\displaystyle (x-1)^{\frac {1}{3}}}, invece, esiste {\displaystyle \forall x\in \mathbb {R} }.
- {\displaystyle {\sqrt {\frac {x+1}{x-2}}}} ha come condizioni di esistenza {\displaystyle x\leq -1\ \lor \ x>2}, poiché è necessario risolvere la disequazione fratta {\displaystyle {\frac {x+1}{x-2}}\geq 0}.
- Un ultimo esempio: per trovare le condizioni di esistenza del radicale {\displaystyle {\sqrt {\frac {x^{2}(x+1)^{2}}{x+2}}}} è necessario risolvere la disequazione {\displaystyle {\frac {x^{2}(x+1)^{2}}{x+2}}\geq 0}, che ha come soluzione {\displaystyle x>-2}, ricordando che i fattori {\displaystyle x} ed {\displaystyle x+1} sono sempre positivi o nulli, in quanto quadrati.

## Operazioni fondamentali
Esistono delle proprietà fondamentali delle radici che vengono elencate di seguito:

### Prima proprietà fondamentale dei radicali
Dalla definizione di radicale segue che: 
{\displaystyle \left({\sqrt[{n}]{a}}\right)^{n}=a}, con {\displaystyle a\geq 0} se {\displaystyle n} pari, {\displaystyle a\in \mathbb {R} } se {\displaystyle n} dispari, {\displaystyle n\in \mathbb {N} \setminus \{0\}}.

### Prodotto di radicali
{\displaystyle {\sqrt[{n}]{a}}{\sqrt[{n}]{b}}={\sqrt[{n}]{ab}}}, con {\displaystyle a\geq 0}, {\displaystyle b\geq 0}, {\displaystyle n\in \mathbb {N} \setminus \{0\}}

#### Dimostrazione
Si elevino all'ennesima potenza entrambi i membri dell'uguaglianza:
{\displaystyle \left({\sqrt[{n}]{a}}{\sqrt[{n}]{b}}\right)^{n}=\left({\sqrt[{n}]{a}}\right)^{n}\left({\sqrt[{n}]{b}}\right)^{n}=ab} (per la prima proprietà fondamentale dei radicali)
{\displaystyle \left({\sqrt[{n}]{ab}}\right)^{n}=ab} (per la prima proprietà fondamentale dei radicali)
Poiché le {\displaystyle n}-esime potenze dei due membri sono uguali ({\displaystyle ab=ab}), sono uguali anche le basi.

#### Esempi
Applicando la proprietà:
{\displaystyle {\sqrt {5}}{\sqrt {10}}{\sqrt {40}}={\sqrt {5\cdot 10\cdot 40}}={\sqrt {2000}}=20{\sqrt {5}}}
Allo stesso modo, con {\displaystyle C.E:\ x>1}:
{\displaystyle {\sqrt {x-1}}{\sqrt {x}}{\sqrt {\frac {1}{x-1}}}={\sqrt {\frac {x(x-1)}{x-1}}}={\sqrt {x}}}

### Quoziente di radicali
{\displaystyle {\frac {\sqrt[{n}]{a}}{\sqrt[{n}]{b}}}={\sqrt[{n}]{\frac {a}{b}}}}, con {\displaystyle a\geq 0}, {\displaystyle b>0}, {\displaystyle n\in \mathbb {N} \setminus \{0\}}

#### Dimostrazione
Si elevino all'ennesima potenza entrambi i membri dell'uguaglianza:
{\displaystyle \left({\frac {\sqrt[{n}]{a}}{\sqrt[{n}]{b}}}\right)^{n}={\frac {\left({\sqrt[{n}]{a}}\right)^{n}}{\left({\sqrt[{n}]{b}}\right)^{n}}}={\frac {a}{b}}} (per la prima proprietà fondamentale dei radicali)
{\displaystyle \left({\sqrt[{n}]{\frac {a}{b}}}\right)^{n}={\frac {a}{b}}} (per la prima proprietà fondamentale dei radicali)
Poiché le {\displaystyle n}-esime potenze dei due membri sono uguali {\displaystyle \left({\frac {a}{b}}={\frac {a}{b}}\right)}, sono uguali anche le basi.

#### Esempi
Applicando la proprietà:
{\displaystyle {\frac {\sqrt {50}}{\sqrt {25}}}={\sqrt {\frac {50}{25}}}={\sqrt {2}}}
Allo stesso modo, con {\displaystyle C.E:\ x>-2}:
{\displaystyle {\frac {\sqrt {x+2}}{\sqrt {(x+2)(x+3)}}}={\sqrt {\frac {x+2}{(x+2)(x+3)}}}={\sqrt {\frac {1}{x+3}}}}

### Potenze di radicali
{\displaystyle ({\sqrt[{n}]{a}})^{m}={\sqrt[{n}]{a^{m}}}}, con {\displaystyle a\geq 0}, {\displaystyle n,m\in \mathbb {N} \setminus \{0\}}
Non è necessario dimostrare questa proprietà in quanto è una diretta conseguenza della seconda proprietà dei radicali con il radicando sempre positivo.

#### Esempi
Applicando la proprietà:
{\displaystyle \left({\sqrt {5}}\right)^{4}={\sqrt {5^{4}}}=25}
Allo stesso modo, con {\displaystyle C.E:\ x\geq -1}
{\displaystyle \left({\sqrt {x+1}}\right)^{4}={\sqrt {(x+1)^{4}}}=(x+1)^{2}}

### Radice di un radicale
{\displaystyle {\sqrt[{n}]{\sqrt[{m}]{a}}}={\sqrt[{mn}]{a}}}, con {\displaystyle a\geq 0}, {\displaystyle n,m\in \mathbb {N} \setminus \{0\}}

#### Dimostrazione
Si elevino all'{\displaystyle nm}-esima potenza entrambi i membri dell'uguaglianza:
{\displaystyle \left({\sqrt[{n}]{\sqrt[{m}]{a}}}\right)^{nm}=\left(\left({\sqrt[{n}]{\sqrt[{m}]{a}}}\right)^{n}\right)^{m}=\left({\sqrt[{m}]{a}}\right)^{m}=a} (per la prima proprietà fondamentale dei radicali)
{\displaystyle \left({\sqrt[{mn}]{a}}\right)^{mn}=a} (per la prima proprietà fondamentale dei radicali)
Poiché le {\displaystyle nm}-esime potenze dei due membri sono uguali ({\displaystyle a=a}), sono uguali anche le basi.

#### Esempi
Applicando la proprietà:
{\displaystyle {\sqrt {\sqrt[{3}]{3}}}={\sqrt[{2\cdot 3}]{3}}={\sqrt[{6}]{3}}}
Allo stesso modo, con {\displaystyle C.E:x\geq 0}, {\displaystyle n\neq 0\ \land \ n\neq 1}
{\displaystyle {\sqrt[{n}]{\sqrt[{n-1}]{x}}}={\sqrt[{n(n-1)}]{x}}={\sqrt[{n^{2}-n}]{x}}}

### Portar fuori
{\displaystyle {\sqrt[{n}]{a^{n}b}}=a{\sqrt[{n}]{b}}}, con {\displaystyle a\geq 0}, {\displaystyle b>0}, {\displaystyle n\in \mathbb {N} -\{0\}}

#### Dimostrazione
Per il teorema del prodotto si ottiene:
{\displaystyle {\sqrt[{n}]{a^{n}b}}={\sqrt[{n}]{a^{n}}}{\sqrt[{n}]{b}}}
Ma, per la seconda proprietà fondamentale dei radicale è {\displaystyle {\sqrt[{n}]{a^{n}}}=a}, perciò:
{\displaystyle {\sqrt[{n}]{a^{n}b}}={\sqrt[{n}]{a^{n}}}{\sqrt[{n}]{b}}=a{\sqrt[{n}]{b}}}

#### Esempi
Applicando la proprietà:
{\displaystyle {\sqrt {500}}={\sqrt {100\cdot 5}}=10{\sqrt {5}}}
Allo stesso modo, con {\displaystyle C.E:\ x\geq 0}:
{\displaystyle {\sqrt {x(x+1)^{2}}}=(x+1){\sqrt {x}}}

#### Varianti
Il teorema presenta le seguenti varianti, facilmente verificabili:
{\displaystyle {\sqrt[{n}]{a^{nx}b}}=a^{x}{\sqrt[{n}]{b}}}, con {\displaystyle a\geq 0}, {\displaystyle b>0}, {\displaystyle n,x\in \mathbb {N} \setminus \{0\}}
{\displaystyle {\sqrt[{n}]{a^{nx+k}}}=a^{x}{\sqrt[{n}]{a^{k}}}}, con {\displaystyle a\geq 0}, {\displaystyle n,k\in \mathbb {N} \setminus \{0\}}

### Portar dentro
{\displaystyle a{\sqrt[{n}]{b}}={\sqrt[{n}]{a^{n}b}}}, con {\displaystyle a\geq 0}, {\displaystyle b>0}, {\displaystyle n\in \mathbb {N} \setminus \{0\}}

#### Dimostrazione
Elevando tutto alla {\displaystyle n}-esima potenza si ottiene:
{\displaystyle a{\sqrt[{n}]{b}}=a^{n}b}
Radicando ora il tutto sotto radice di indice {\displaystyle n} risulta:
{\displaystyle a^{n}b={\sqrt[{n}]{a^{n}b}}}
Quindi:
{\displaystyle a{\sqrt[{n}]{b}}={\sqrt[{n}]{a^{n}b}}}

#### Esempi
Applicando la proprietà:
{\displaystyle 10{\sqrt {3}}={\sqrt {10^{2}\cdot 3}}={\sqrt {300}}}
Allo stesso modo:
{\displaystyle x{\sqrt {3}}={\sqrt {3x^{2}}}} per {\displaystyle x\geq 0}
{\displaystyle -{\sqrt {3x^{2}}}} per {\displaystyle x<0}

#### Varianti
Il teorema presenta le seguenti varianti, facilmente verificabili:
{\displaystyle a^{x}{\sqrt[{n}]{b}}={\sqrt[{n}]{a^{nx}b}}}, con {\displaystyle a\geq 0}, {\displaystyle b>0}, {\displaystyle n,x\in \mathbb {N} \setminus \{0\}}
{\displaystyle a^{x}{\sqrt[{n}]{a^{k}}}={\sqrt[{n}]{a^{nx+k}}}}, con {\displaystyle a\geq 0}, {\displaystyle n,x\in \mathbb {N} \setminus \{0\}}

### Potenze ad esponente razionale
Tenendo conto di quanto detto finora, si ha che per {\displaystyle a\geq 0}
- {\displaystyle a^{\frac {m}{n}}\equiv {\sqrt[{n}]{a^{m}}}}
- {\displaystyle a^{-{\frac {m}{n}}}\equiv {\frac {1}{\sqrt[{n}]{a^{m}}}}}

Il primo enunciato si ottiene direttamente dalla definizione di radicale, il secondo applicando il teorema delle potenze ad esponente negativo.

### Radicali quadratici doppi
{\displaystyle {\sqrt {a\pm {\sqrt {b}}}}={\sqrt {\frac {a+{\sqrt {a^{2}-b}}}{2}}}\pm {\sqrt {\frac {a-{\sqrt {a^{2}-b}}}{2}}}}
dove {\displaystyle a>0}, {\displaystyle b>0}e {\displaystyle a^{2}>b}.
Per ogni numero complesso {\displaystyle a\neq 0}, ci sono {\displaystyle n} diversi numeri complessi {\displaystyle b} tali che {\displaystyle b^{n}=a}, quindi il simbolo {\displaystyle {\sqrt[{n}]{a}}} non può essere usato univocamente. Se {\displaystyle a=1}, parliamo di radici n-esime dell'unità.

## Somme di radicali
È importante ricordare che, in generale, è sempre (per {\displaystyle a\geq 0}, {\displaystyle b\geq 0}):
{\displaystyle {\sqrt {a}}+{\sqrt {b}}\geq {\sqrt {a+b}}}
tenendo presente che l'uguaglianza si ha se e solo se almeno uno tra {\displaystyle a} e {\displaystyle b} è {\displaystyle 0}.
Quindi, affermare che {\displaystyle {\sqrt {2}}+{\sqrt {3}}={\sqrt {5}}} sarebbe un gravissimo errore.

### Dimostrazione
Partendo dalla disequazione:
{\displaystyle {\sqrt {a}}+{\sqrt {b}}\geq {\sqrt {a+b}}}
Elevando al quadrato si ottiene:
{\displaystyle \left({\sqrt {a}}+{\sqrt {b}}\right)^{2}\geq \left({\sqrt {a+b}}\right)^{2}}
{\displaystyle a+b+2{\sqrt {ab}}\geq a+b}
{\displaystyle 2{\sqrt {ab}}\geq 0}
Poiché è {\displaystyle a\geq 0} e {\displaystyle b\geq 0} per ipotesi, è anche {\displaystyle {\sqrt {ab}}\geq 0}, quindi la tesi è vera.

### Generalizzazione
Il teorema è facilmente estendibile alle radici di indice {\displaystyle n}-esimo:
{\displaystyle {\sqrt[{n}]{a}}+{\sqrt[{n}]{b}}\geq {\sqrt[{n}]{a+b}}}, con {\displaystyle a\geq 0}, {\displaystyle b\geq 0}, {\displaystyle n\in \mathbb {N} \setminus \{0\}}

### Casi in cui la somma è possibile
La somma di radicali è possibile solo se sono presenti radicali simili, cioè nel caso in cui:
{\displaystyle a{\sqrt[{n}]{k}}+b{\sqrt[{n}]{k}}=\left(a+b\right){\sqrt[{n}]{k}}}, con {\displaystyle k>0}
Ad esempio:
{\displaystyle 10{\sqrt {2}}+5{\sqrt {2}}=(10+5){\sqrt {2}}=15{\sqrt {2}}}
{\displaystyle 5+3{\sqrt {5}}={\sqrt {5}}{\sqrt {5}}+3{\sqrt {5}}=\left({\sqrt {5}}+3\right){\sqrt {5}}}
Nel secondo esempio si tenga presente che vale {\displaystyle n={\sqrt {n}}{\sqrt {n}}}.

## Proprietà invariantiva dei radicali
La proprietà invariantiva dei radicali afferma che:
"Moltiplicando o dividendo sia l'indice di un radicale che l'esponente del suo radicando per un numero naturale diverso da 0, si ottiene un radicale equivalente a quello dato."
In simboli:
{\displaystyle {\sqrt[{n}]{x}}={\sqrt[{np}]{x^{p}}}}, con {\displaystyle x\geq 0}, {\displaystyle n,p\in \mathbb {N} \setminus \{0\}}

### Dimostrazione
Si elevi alla {\displaystyle np} potenza ciascuno dei due membri:
{\displaystyle \left({\sqrt[{n}]{x}}\right)^{np}=\left(\left({\sqrt[{n}]{x}}\right)^{n}\right)^{p}=x^{p}} (per la prima proprietà fondamentale dei radicali)
{\displaystyle \left({\sqrt[{np}]{x^{p}}}\right)^{np}=x^{p}} (per la prima proprietà fondamentale dei radicali)
Si ottiene {\displaystyle x^{p}=x^{p}}, e, poiché le {\displaystyle np}-esime potenze dei due membri sono uguali, sono uguali anche le basi.

### Esempi
Utilizzando la proprietà invariantiva è possibile semplificare i radicali, dividendo sia indice che esponente del radicando per uno stesso numero:
{\displaystyle {\sqrt[{10}]{3^{5}}}={\sqrt[{\frac {10}{5}}]{3^{\frac {5}{5}}}}={\sqrt {3}}}
Allo stesso modo:
{\displaystyle {\sqrt[{20}]{(x+1)^{10}}}={\sqrt {|x+1|}}}
Si noti che nell'espressione è stato inserito il valore assoluto: questo perché, mentre il primo radicale {\displaystyle {\sqrt[{20}]{(x+1)^{10}}}} esiste sempre, dato che ha il radicando elevato ad un indice pari, successivamente viene semplificato ed il suo radicando non è più elevato ad un esponente pari. Quindi è necessario inserire il valore assoluto, per fare in modo che l'uguaglianza si mantenga valida.

## Casi particolari
La radice {\displaystyle n}-esima di {\displaystyle 0} vale sempre {\displaystyle 0}, escludendo il caso in cui è {\displaystyle n=0}, poiché la radice di indice {\displaystyle 0} ha significato solo se il radicando è uguale ad {\displaystyle 1}, ossia nel caso:
{\displaystyle {\sqrt[{0}]{1}}=\mathbb {C} \setminus \{0\}}, poiché l'operazione inversa, {\displaystyle n^{0}}, con {\displaystyle n\neq 0}, dà sempre come risultato il valore {\displaystyle 1}, quindi qualsiasi valore, anche complesso, di {\displaystyle n} è accettabile.
Inoltre, è sempre:
{\displaystyle {\sqrt[{n}]{1}}=1}
{\displaystyle {\sqrt[{1}]{n}}=n}

## Razionalizzazione
Nelle elaborazioni di espressioni e formule algebriche, è spesso utile manipolare i radicali usando le relazioni scritte sopra, senza tentare di calcolare il valore di ogni singolo elemento. Ad esempio, se {\displaystyle a} e {\displaystyle b} sono due numeri positivi distinti:
{\displaystyle {\begin{aligned}({\sqrt {a}}+{\sqrt {b}})({\sqrt {a}}-{\sqrt {b}})&={\sqrt {a}}{\sqrt {a}}-{\sqrt {a}}{\sqrt {b}}+{\sqrt {b}}{\sqrt {a}}-{\sqrt {b}}{\sqrt {b}}\\&=a-b\end{aligned}}}
{\displaystyle ({\sqrt {a}}+{\sqrt {b}})^{-1}={\frac {1}{({\sqrt {a}}+{\sqrt {b}})}}={\frac {1}{{\sqrt {a}}+{\sqrt {b}}}}\cdot {\frac {{\sqrt {a}}-{\sqrt {b}}}{{\sqrt {a}}-{\sqrt {b}}}}={\frac {{\sqrt {a}}-{\sqrt {b}}}{a-b}}}
L'ultima relazione può servire per razionalizzare il denominatore di un'espressione o di un'equazione.

## Radicali letterali
Può capitare, spesso in analisi, di trovare radicali letterali, ossia radici quadrate con radicando letterale. In questo caso, dapprima bisogna trovare la condizione di esistenza (chiamata anche C.A. Condizione di accettabilità, o C.R.R. Condizione di Realtà del Radicando), nel caso si lavori solo tra i numeri reali, per poi considerare sempre quando le lettere indicano numeri positivi o numeri negativi.
Un esempio di radicale letterale:
{\displaystyle {\sqrt[{n}]{\frac {x+3}{x^{3}-1}}}}
Le condizioni di esistenza si ricavano nel seguente modo:
- Per l'indice, è semplicemente {\displaystyle n\in \mathbb {N} \setminus \{0\}}, poiché è l'unico numero naturale per cui perde di significato;
- Se l'indice è pari, per il radicando è necessario risolvere la disequazione frazionaria {\displaystyle {\frac {x+3}{x^{3}-1}}\geq 0}, la cui soluzione è: {\displaystyle x>1\ \ \lor \ \ x\leq -3}.
- Se l'indice è dispari, per il radicando basta imporre le condizioni di esistenza sul denominatore, ossia {\displaystyle x^{3}-1\neq 0\Longleftrightarrow x\neq 1}.

Pertanto il campo di esistenza del radicale è: {\displaystyle C.E:\ \ \left(x>1\ \lor \ x\leq -3\right)\ \land \ \left(n\neq 0\right)}.